# 朝鮮蔥餅
朝鮮蔥餅，又称为海鮮煎餅（韓語：파전，字义“葱煎”），是一種韩国的高人气美食，主要材料有麵粉（밀가루）（慶尚道是朝鮮半島的小麥主產地）、雞蛋（계란）和蔥（파），常加入海產（해물），成為有名的海鮮蔥餅（韓語：해물파전），以首尔和釜山的最有名氣。